# Gladden James
Gladden James (Zanesville, 26 febbraio 1888 – Hollywood, 28 agosto 1948) è stato un attore statunitense.

## Biografia
Apparve in ben 187 pellicole tra il 1911 e il 1946.
Nel 1913 sposò Julia Nagl, attrice di Broadway, da cui ebbe una figlia, Jacqueline F. James MD (1914-1986). La coppia divorziò l'anno successivo. James morì a Hollywood per leucemia nel 1948.

## Filmografia parziale
- After All, regia di Harry Solter (1912)
- The Wreck, regia di Ralph Ince e W.J. Lincoln (1913)
- A Million Bid, regia di Ralph Ince (1914)
- The Shadow of Fear, regia di William Humphrey (1915)
- Father and Son, regia di T. Hayes Hunter (1916)
- Paying the Price, regia di Frank H. Crane (1916)
- The Mystery of the Double Cross, regia di Louis J. Gasnier e William Parke (1917)
- The Third Degree, regia di Tom Terriss (1919)
- Thou Shalt Not, regia di Charles Brabin  (1919)
- The Midnight Bride, regia di William Humphrey (1920)
- Bucking the Tiger, regia di Henry Kolker (1921)
- The Silver Lining, regia di Roland West (1921)
- Channing of the Northwest, regia di Ralph Ince (1922)
- Alias Mary Flynn, regia di Ralph Ince (1925)
- L'uomo senza volto (The Man Without a Face), regia di Spencer Gordon Bennet (1928)
- The Adorable Cheat, regia di Burton L. King (1928)
- The Girl from Woolworth's, regia di William Beaudine (1929)
- The Vagabond Lover, regia di Marshall Neilan (1929)
- L'isola del paradiso (Paradise Island), regia di Bert Glennon (1930)
- La carne e l'anima (Society Doctor), regia di George B. Seitz (1935)
- A Stranger in Town, regia di Roy Rowland (1943)